# أحمد أمين الكاظمي
أحمد بن أمين الزنجاني النجفي الكاظمي (1906 - 8 أبريل 1970) رياضياتي وكاتب عراقي ومن رجال التربية البارزين في العراق في القرن العشرين الميلادي/الرابع عشر الهجري.  ولد في الكاظمية ونشأ بها واستمر بدراسته حتى تخرج في دار المعلمين في بغداد، وهو يحضر دروسه في الفقه والأصول على علي الزنجاني وفي النجف على عبد الكريم علي خان. سافر إلى إستانبول ودخل جامعتها فرع الرياضيات العالية والفيزياء العالية وتخرج فيها بدرجة فائقة وحصل على مرتبة الدكتوراه. عاد إلى العراق وعُيِّن في مفتشاً من الدرجة الأولى ثم مدرسة للعلوم التربوية والرياضيات بدار المعلمين ثم مديراً لمعارف منطقة الفرات الأوسط، وتقلب في عدة وظائف آخرها مفتشاً اختصاصياً في ديوان وزارة المعارف - التربية - العراقية، وقد أسهم في كثير من الأعمال الخيرية، منها منتدى النشر في الكاظمية، والصندوق الخيري الإسلامي وغيرهما.

## سيرته
أحمد أمين محمود الزنجاني الكاظمي ولد في الكاظمية لأسرة ترجع بأصولها إلى مدينة زنجان في إيران سنة 1324 هـ/1906 م ونشأ بها. أكمل الدراسة الابتدائية، ثمّ التحق بالإعدادية. استمر في دراسته حتى تخرج في دار المعلمين ببغداد، وهو مع هذا يحضر دروس الفقه وأُصوله على الشيخ علي الزنجاني وعبد الحسين الخالصي، ثمّ انتقل إلى النجف وتلمذ بها على السيّد عبد الكريم علي خان ومحمد جواد البلاغي ونعمة الله الدامغاني.

وكان منذ صغره ذكياً اشتغل بالرياضيات والفيزياء ودرس بهما وابتكر أدلة لم يسبقه إليها سابق ونشر بعض بحوثه في الصحف. 

سافر إلى إستانبول ودخل جامعتها بفرع الرياضيات العالية والفيزياء العالية وتخرج فيها حاصلا على مرتبة الدكتوراه. عاد إلى العراق وعين في عدة مناصب تربوية آخرها مفتشاً اختصاصياً في ديوان وزارة المعارف ـ التربية ـ العراقية.

توفي في بغداد 2 صفر سنة 1390/ 8 أبريل 1970 ونقل إلى النجف ودُفن في الصحن العتبة العلوية بحجرة رقم 52.

## حياته الشخصية
وصفه كتاب السيرة المسلمين بأنه «كان شديداً في باب الأمر بالمعروف والنهي عن المنكر ، ورعاً متعبداً صالحاً.»

## مؤلفاته
نشرت له الصحافة العراقية البحوث الإسلامية والتربوية القيمة، من مؤلفاته : 
- التكامل في الإسلام في عدة أجزاء وهو أشهر كتبه
- فلسفة المعاد
- نظرة الإسلام إلى العلم الحديث
- التربية